# Zlatari (Brus)
Pour les articles homonymes, voir Zlatari.
Zlatari (en serbe cyrillique : Златари) est un village de Serbie situé dans la municipalité de Brus, district de Rasina. Au recensement de 2011, il comptait 593 habitants.

## Démographie
| 1948  | 1953  | 1961  | 1971  | 1981 | 1991 | 2002 | 2011 |
| ----- | ----- | ----- | ----- | ---- | ---- | ---- | ---- |
| 1 264 | 1 267 | 1 182 | 1 008 | 752  | 745  | 637  | 593  |

|  |